# Chthonius berninii
Chthonius berninii är en spindeldjursart som beskrevs av Giuliano Callaini 1983. Chthonius berninii ingår i släktet Chthonius och familjen käkklokrypare. Inga underarter finns listade i Catalogue of Life.